# Вунш Федір Іванович
Федір Іванович Вунш (нім. Theodor Wunsch; близько 1770, Німеччина — 1836, Миколаїв) — миколаївський міський архітектор, статський радник 5-го класу, дворянин.

## Біографія
Походив з обер-офіцерських дітей. У 1780-х роках був секретарем при кураторі Московського університету письменникові Михайлові Хераскові.

### Містобудування
З 1791 на запрошення Григорія Потьомкіна працював помічником архітектора в експедиції будівель міста Миколаєва під керівництвом Івана Князєва.
З 1796 архітектор, в тому ж році йому доручено спостерігати за будівництвом турецької мечеті в Тернівці (докладніще див. Миколаївська мечеть).
Наприкінці XVIII століття Федір Вунш разом з Іваном Князєвим і Вікентієм Ванрезантом створили проєкти майже всіх основних відомчих, адміністративних, культових і цивільних будинків та плану забудови міста, сформувавши його вигляд.
З 1803 по 1820 служив архітектором Чорноморського адміралтейства (Миколаїв).
У 1818 — архітектор VI-го класу, в 1821—1836 головний архітектор та голова Будівельної комісії цього департаменту (у 1823 — начальник відділення).
У діяльності Вунша спостерігаються два періоди творчої активності: у 1802—1803 і 1820—1823 роках, коли він створює багато проєктів відомчих будівель у Миколаєві, Херсоні, Одесі, Ахтіярі.
В Миколаєві ним створені: план міста (1803), Морська астрономічна обсерваторія (1821—1827, нині Миколаївська астрономічна обсерваторія — остання і найбільша робота Вунша), Миколаївський кадетський корпус (1809—1810), Морський острог з лазаретом і церквою (1803 і 1820, зберігся), оранжереї при Будинку головного командира Чорноморського флоту і портів (1821, нині Миколаївський музей суднобудування і флоту), штаб- і обер-офіцерські будинки (1803), кілька казарм (1803 і 1821), магазини і майстерні Миколаївського адміралтейства (1803), госпіталь на 600 осіб, воловий та артилерійський двори (1803). Припускають, що Вуншу також належать проєкти перебудови будинку Головного командира Чорноморського флоту і портів (1804, 1814, 1818, 1819, 1821), що створили його сучасний вигляд. Ймовірно, він також спроєктував будинок флагманів і командирів (1826), будівлю штурманського училища на мисі Порохового льоху (1820), міську управу (1808) та інші споруди.
Всього Федір Вунш займався містобудуванням Миколаєва понад 45 років, виконавши за цей час для міста більше 26 комплексних проєктів. Він став першим архітектором, який займався благоустроєм Миколаєва. Розробив проєкт замощення, освітлення та озеленення вулиці Адміральської, проєкт ліхтарних стовпів, планування бульвару (1821—1826). Під керівництвом Вунша працювали архітектори К. Орлов і Л. Опацький.
Для Херсона Вунш розробив проєкти Морського госпіталю, порту, офіцерських будинків і казарм.

### Інша діяльність
Федір Вунш займався не тільки архітектурою. У 1818 році він послав міністру внутрішніх справ, письменнику і державному діячеві О. П. Козодавлеву в Петербург, перекладену ним книгу про сукноткацтво і вірш «Звільнений струмок» (рос. «Освобожденный ручей»).

## Нагороди
Нагороджений орденом Святого Володимира IV-го ступеня за вислугу років.

## Родина
Федір Вунш мав дочку Генрієтту та сина Василя (1811, Миколаїв — 1854). Василь Федорович брав участь у Кримській війні; у 1854 році в чині полковника перебував при штабі головнокомандувача сухопутними і морськими силами в Криму князя Олександра Меншикова, виконуючи обов'язки начальника штабу армії і будучи черговим генералом.
Генрієтта вийшла заміж за Петра Петровича Гумберта, колезького асессора. У них народилося 7 дітей: Федір 1833 р.н., Петро 1834 р.н., Миколай 1835 р.н., Єлизавета 1837 р.н., близнючки Олександра та Євгенія 1845 р.н., Олена 1848 р.н.